# Carl Christian Johan Arnstedt
 Ikke at forveksle med Christian Arnstedt (iværksætter).
Carl Christian Johan Arnstedt (født 18. august 1924 på Frederiksberg, død 13. december 2011) var en dansk ingeniør og erhvervsmand knyttet til FLSmidth-koncernen, bror til Niels Arnstedt og far til Karin og Michael Arnstedt.
Han var søn af gesandt N.P. Arnstedt og hustru Johanne f. Larsen, blev student fra Herlufsholm 1942 og cand.polyt. 1949. Han blev ansat i F.L. Smidth & Co. A/S 1950, blev prokurist 1955 og underdirektør 1957. Han var direktør i Cement Investments A/S fra 1953, i FLS Overseas a/S og medlem af bestyrelsen for F.L. Smidth & Co. A/S og for andre danske selskaber. Han ejede godserne Addithus og Skallesøgård.
Han blev gift 27. juni 1950 med Aline Madeleine Jovilet (født 26. juli 1929 i Paris - død 27. marts 2006), datter af professor Alfred Jolivet og hustru Madeleine f. Peronneau.
Arnstedt døde i 2011 og blev begravet fra Egebjerg Kirke.
Barnebarnet Christian Arnstedt er kendt fra Løvens Hule.